# Ypthima morus
Ypthima morus är en fjärilsart som beskrevs av Hans Fruhstorfer 1911. Ypthima morus ingår i släktet Ypthima och familjen praktfjärilar. Inga underarter finns listade i Catalogue of Life.